# Королевство Конго
Короле́вство Ко́нго (конго Kongo Dya Ntotila) — африканское государство в Центральной Африке доколониальной эпохи, созданное народом конго (баконго), сформировавшееся к XIV веку и распавшееся к XVIII веку. Оно располагалось на территории современной северной Анголы, западной части Демократической Республики Конго, на юге Габона и Республики Конго. Столицей государства был город Мбанза-Конго (называвшийся во время португальского правления Сан-Салвадор-ду-Конгу, порт. São Salvador do Congo) на территории современной Анголы. Королевство состояло из нескольких основных провинций, управляемых маниконго, с португальской версией титула «Конго Мвене Конго», что означает «господин или правитель королевства Конго», в вассальной зависимости находились соседние государства, такие как Нгойо, Каконго, Лоанго, Ндонго и Матамба, последние два из которых расположены на территории современной Анголы.
С 1390 по 1862 год это было независимое государство. С 1862 по 1914 год оно периодически функционировало как вассальное государство Королевства Португалия. В 1914 году, после подавления португальцами восстания в Конго, Португалия ликвидировала королевство. Титул короля Конго был восстановлен с 1915 по 1975 год как почётный без реальной власти. Остальные территории королевства были разделены между к колониями Португалии и Бельгии соответственно. Современная секта «Бунду диа Конго» выступает за возрождение королевства путём отделения территорий от Анголы, Республики Конго и Демократической Республики Конго.

## История
В XIII веке на территории Нижнего Конго возникло шесть небольших «княжеств» баконго, которые к концу века были объединены в государство Конго. Согласно преданиям, объединение «княжеств» баконго было связано с переселением на южный берег реки Конго Нами а Лукени (Нтину Вене), сына вождя области у реки Вунгу. Во главе отряда воинов он захватил область Мпемба-Кази между левыми притоками реки Конго — Луву и Луньозо, откуда начал объединение земель баконго в единое царство.

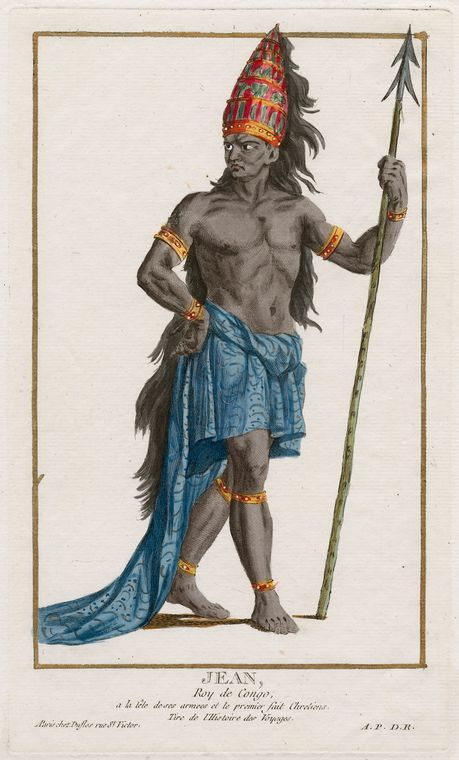
Король Нзинга а Нкуву (Жуан I)

Во главе государства стоял царь, носивший титул мвене (португальское маниконго — мвене Конго). Большую роль играл также совет знати, определявший выбор наследника в период междуцарствия (наследование шло по нормам материнского права — от дяди к племяннику — сыну старшей сестры, от старшего брата к младшему). Складывавшиеся в стране феодальные отношения переплетались с институтами родового строя, существовало и домашнее рабство. Развивались ремёсла и торговля.
К середине XV века королевство Конго достигло вершины своего могущества, распространив свою власть на населённые северные берега реки Конго и сделав своими данниками Нгойо, Лоанго, Каконго, Ндонго и другие государственные образования.

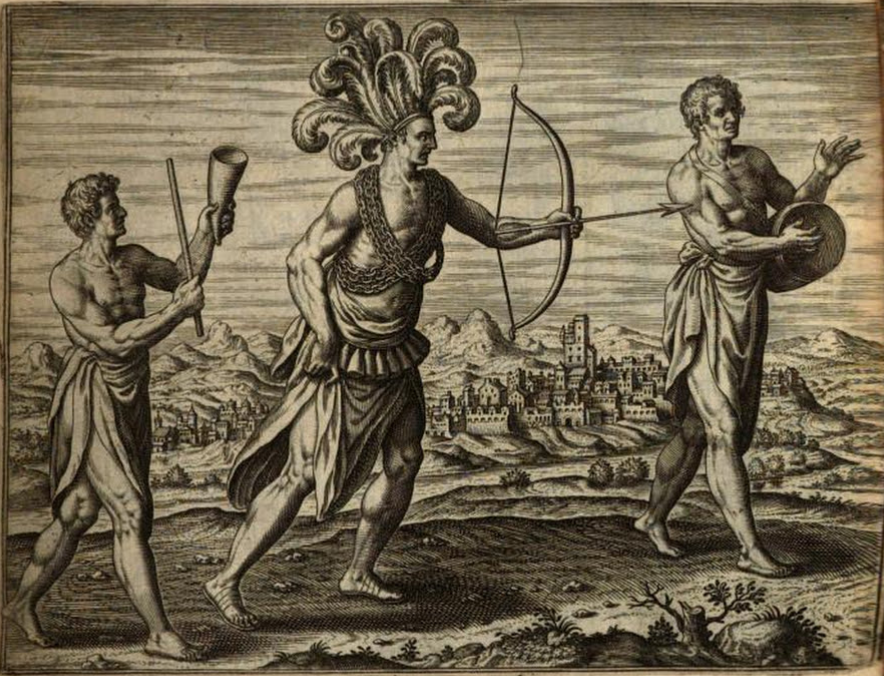
Король Конго Алвару II. Гравюра Теодора де Бри, 1598 г.

В конце XV века, после первых контактов конголезцев с португальскими моряками под командованием Диогу Кана, началось проникновение португальцев в королевство Конго. Португальцы продавали африканцам огнестрельное оружие, промышленные товары, а в обмен получали рабов и слоновую кость.
3 мая 1491 года мани-конго Нзинга а Нкуву под именем Жуан I принял католицизм от португальских миссионеров. Вместе с ним были крещены его старшая жена и его сын Нзинга Мбемба (Афонсу I). Они получили имена португальского короля, его жены и сына соответственно. Несмотря на то, что приверженность первых чернокожих католиков христианству была во многом формальной, она подготовила почву для дальнейшей деятельности португальских и французских миссионеров в регионе. Таким образом, он надеялся обрести нового политического союзника и получить огнестрельное оружие. Однако первым результатом установления политических отношений стали случаи порабощения португальцами местных жителей.
После создания плантаций на Сан-Томе и Принсипи в самом начале XVI века число рабов, вывозимых из Конго, существенно возросло. По мере этого росло и недовольство населения деятельностью европейцев (работорговцев и миссионеров).
Если Жуан I передал португальцам монополию на вывоз рабов, рассчитывая, что она станет дополнительным источником обогащения, то Афонсу I был вынужден прекратить поддерживать европейских миссионеров и отказаться от христианства, опасаясь потерять поддержку населения. Недовольство населения португальцами выразилось, среди прочего в появлении новых религиозных течений (в частности, антониановской ереси). Следующий правитель Конго Диогу (1545—1561) сумел временно выслать португальцев.

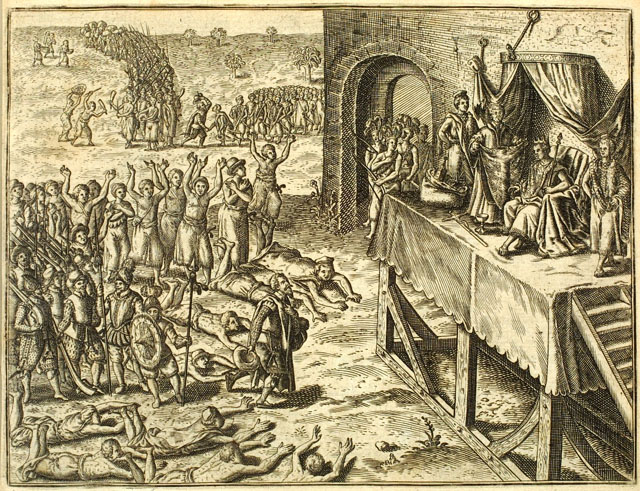
Появление правителя Конго перед своими подданными и португальскими послами

Со второй половины XVI века начинается постепенный упадок государства, вызванный набегами работорговцев и внутренними междоусобицами, умело разжигавшимися португальцами. Пришедшие из глубин тропической Африки воинственные племена яга в 1570 разграбили Мбанза-Конго, после чего были отброшены с помощью португальцев, что привело к дальнейшему усилению влияния португальцев. Засилье европейцев и произвол местной знати вызвали в 1587 году мощное народное восстание под предводительством Мбула Матади, приведшее к власти влиятельного короля Альвару II (1587—1614), направившего в 1604 году посольство к папе Павлу V.
Многочисленные войны, которые навязывали на протяжении XVII века Конго португальцы, объединившись с яга, привели королевство к окончательному упадку и распаду на враждующие уделы.
После поражения войск конголезского короля Антониу I от португальской армии в битве при Амбуиле Конго в 1665—1709 годах захлестнула гражданская война между враждующими домами Кимпанзу и Кинлаза и многочисленными мелкими группами. К концу войны столица Конго была разрушена в 1678 году, и множество баконго были проданы в рабство.
Восстановление столицы связано с именем молодой харизматической пророчицы Беатрис Кимпа Виты, объявившей, что действует по настоянию явившегося ей святого Антония Падуанского (отсюда название её движения — антонианизм), а Иисус был конголезцем.
Из-за своей политической деятельности (она поддержала избрание королём Педру Константинью да Силвы) Беатрис стала угрожать королю Педру IV, который вскоре арестовал и казнил её. 20 тысяч её разгневанных последователей выступили маршем против Педру IV в 1708 году, но тот разгромил их и в следующем году взял штурмом их столицу.
Королевство Конго было ликвидировано португальскими войсками в 1914 году в правление маниконго Мануэла III (правил в 1911—1914 годах).
В наши дни восстановления королевства Конго требует секта Бунду дия Конго.